# 浪潮國際
浪潮國際有限公司，簡稱浪潮國際(英文：Inspur International Limited)（港交所：0596)是一家在香港交易所上市的公司，2003年1月29日注册成立。從事銷售IT元件、IT系統方案及軟件外包服務。行政總裁為王興山。地址為香港九龙九龙湾宏光道1号亿京中心A座30楼B&C室。